# Kawamura Mari
Kawamura Mari (川村 真理, sinh ngày 19 tháng 12 năm 1988) là một cầu thủ bóng đá nữ người Nhật Bản.

## Đội tuyển bóng đá nữ quốc gia Nhật Bản
Kawamura Mari thi đấu cho đội tuyển bóng đá nữ quốc gia Nhật Bản từ năm 2013.

## Thống kê sự nghiệp
| Nhật Bản  | Nhật Bản | Nhật Bản |
| Năm       | Trận     | Bàn      |
| --------- | -------- | -------- |
| 2013      | 2        | 0        |
| Tổng cộng | 2        | 0        |